# Giorgio Nardone
 (février 2021).
Si vous disposez d'ouvrages ou d'articles de référence ou si vous connaissez des sites web de qualité traitant du thème abordé ici, merci de compléter l'article en donnant les références utiles à sa vérifiabilité et en les liant à la section « Notes et références ».
Pour les articles homonymes, voir Nardone.
Giorgio Nardone (13 septembre 1958 à Arezzo) est un psychothérapeute italien représentant du courant de la thérapie brève systémique et stratégique. Il est diplômé de l’Université de Sienne où il a mené des travaux en philosophie des sciences. Il a notamment contribué à un projet de recherche sur l'épistémologie de la psychologie clinique et des différents modèles de psychothérapie. C’est dans ce contexte qu’il s’est plus particulièrement intéressé au modèle de thérapie brève systémique et stratégique de Palo Alto et aux travaux du Mental Research Institute, alors dirigé par Don. D. Jackson, sur l’effet de la communication sur le comportement humain. Giorgio Nardone a par la suite été formé au modèle de la thérapie brève par Paul Watzlawick. 
Directeur du Centre de thérapie stratégique d'Arezzo en Italie, l'un des représentants du Mental Research Institute en Europe, il est l'auteur de nombreux ouvrages de référence sur la thérapie brève. 
En 2003, il contribue à la création du Réseau européen de thérapie systémique stratégique brève (EWBSST), avec notamment Mony Elkaïm, Gianfranco Cecchin, Stefan Geyerhofer, Camilo Loriedo, Teresa Garcia Rivera, Jean-Jacques Wittezaele et Wendel Ray. 

## Publications
- Chevaucher son tigre ou Comment résoudre des problèmes compliqués avec des solutions simples, 2008, Seuil
- Le régime paradoxal : Comment lever les blocages psychologiques qui empêchent de maigrir et de se maintenir en forme, 2010, Le Germe.
- Peur, panique, phobies : un modèle de stratégie brève pour une résolution rapide des problèmes, réédition 2010, L’Esprit du Temps.
- La peur de décider : Comment construire le courage de choisir pour soi et pour les autres, 2016, Satas.
- Les pièges psychologiques : Comment reconnaître et combattre ces souffrances que nous nous créons nous-même, 2016, Satas.
- Corrige-moi si je me trompe. Stratégies de communication pour dénouer les conflits de couple, 2016, Enrick B. Editions
- L'art noble de la persuasion. La magie des mots et des gestes, 2016, Enrick B. Editions
- L'art de mentir à soi-même et à autrui, 2016, Satas.
- La thérapie des attaques de panique, 2017, Satas.
- Vaincre les attaques de panique : Grâce à la thérapie brève stratégique, 2019, Enrick B Editions.
- Psychosolutions : Comment résoudre rapidement les problèmes humains complexes, réédition 2019, Enrick B Editions.
- Dépasser les limites de la peur : Comprendre la peur pathologique pour mieux la surmonter, réédition 2019, Enrick B Editions.
- L'amour et la haine de la nourriture : Ou comment résoudre rapidement les troubles du comportement alimentaire, réédition 2019, Enrick B Editions.

### En collaboration
- Avec Paul Watzlawick, Stratégie de la thérapie brève, réédition 2000, Seuil.
- Avec Tiziana Verbitz et Roberta Milanese, Manger beaucoup, à la folie, pas du tout : La thérapie stratégique face aux troubles alimentaires, réédition 2004, Seuil CouleurPsy.
- Avec Elisa Balbi, Sillonner la mer à l'insu du ciel : Leçons sur le changement thérapeutique et les logiques non ordinaires, 2012, Le Germe.
- Avec Alessandro Salvini, Le dialogue stratégique : Communiquer en persuadant : techniques avancées de changement, 2012, Le Germe.
- Avec Claudette Portelli, La connaissance par le changement : L'évolution de la thérapie stratégique brève, 2012, Le Germe.
- Avec Claudette Portelli, Obsessions, compulsions, manies : les comprendre et les vaincre rapidement, 2016, Satas.
- Avec Jean-jacques Wittezaele, Une logique des troubles mentaux. Le diagnostic opératoire systémique et stratégique, 2016, Seuil.
- Avec Giulio De Santis, Anatomie du doute : Quand trop douter fait souffrir, 2017, Enrick B Editions.
- Avec Matteo Rampin, Quand le sexe devient un problème : Thérapie stratégique des troubles sexuels, 2018, Enrick B Editions.
- Avec Elisa Valteroni, L'anorexie juvénile : Une thérapie efficace et efficiente pour les troubles alimentaires, 2018, Satas.
- Avec Emanuela Giannotti et Rita Rocchi, Conflits de famille : Comment sortir des impasses relationnelles entre parents et enfants, 2018, Enrick B Editions.
- Avec Elisa Balbi, Andrea Vallarino, et Massimo Bartoletti, Psychothérapie brève à long terme : Traiter avec succès les psychopathologies majeures, 2019, Satas.
- Avec Camillo Loriedo, Jeffrey Zeig, Paul Watzlawick, Hypnose et thérapies hypnotiques : Mystères dévoilés et légendes démystifiées, 2019, Enrick B Editions.
- Avec Moira Chiodino et Patrizia Meringolo, Tel un Phénix : Comment renaître de ses blessures grâce à la résilience, 2020, Enrick B Editions.
- Avec Stefano Bartoli, Le dépassement de soi : L'art et la science de la performance, 2020, Enrick B Editions.
- Avec Paul Watzlawick, L'art du changement : Thérapie stratégique et hypnothérapie sans transe, réédition 2020, L’Esprit du Temps.

### Ouvrages préfacés
- De Roberta Milanese et Paolo Mordazzi, Coaching stratégique : Transformer les limites en ressources, 2018, Enrick B Editions.
- De Matteo Papantuono, Claudette Portelli, Padraic Gibson, Vaincre sans combattre : Manuel de l'enseignant pour des solutions efficaces aux difficultés sociales, émotionnelles et comportementales des élèves, 2019, Enrick B Editions.